# Scrittura contabile
Le scritture contabili sono le rappresentazioni dei movimenti economici e/o finanziari di un'azienda che ne evidenziano l'andamento della gestione. 
Esse costituiscono uno strumento amministrativo indispensabile per l'attività di qualsiasi imprenditore; in Italia l'articolo 2214 del codice civile ne sancisce l'obbligatorietà.

## Natura giuridica
Il fondamento di tale obbligo divide l'opinione dei giuristi fra quanti interpretano le scritture contabili come un mezzo di controllo diacronico e sincronico a disposizione dell'imprenditore o degli amministratori e quanti invece evidenziano l'esigenza, in caso di dissesto dell'impresa, di poter ricostruire a posteriori le cause della crisi ed eventuali beneficiari di atti di distrazione. A questo proposito si sottolinea come la mancata o disordinata tenuta della contabilità assurge, in caso di fallimento, a fattispecie di reato: bancarotta fraudolenta o semplice.

## Tipologie
Le scritture contabili obbligatorie per gli imprenditori, sono:
- il libro giornale, nel quale vengono registrati giorno per giorno e in modo analitico tutti i movimenti contabili riguardanti l'esercizio dell'impresa,
- il libro degli inventari, che evidenzia la situazione patrimoniale dell'impresa anno dopo anno,
- il fascicolo della corrispondenza commerciale (lettere, fatture, telegrammi),
- le altre scritture richieste dalla natura e dalle dimensioni dell'impresa (come il libro mastro tipologico e non cronologico, il libro cassa, il libro magazzino, il libro fidi ecc.).

## Obbligo di tenuta
Tutte le società sono obbligate alla tenuta delle scritture contabili, tranne la società semplice (che non può svolgere attività commerciale).
Le società per azioni (oltre alle scritture previste dall'art. 2214) devono tenere:
1. libro dei soci (nome e cognome, azioni possedute, trasferimenti e versamenti eseguiti)
2. libro delle obbligazioni
3. libro delle adunanze e delle deliberazioni delle Assemblee (Art. 2421 c.c.)
4. libro delle adunanze e delle deliberazioni del Consiglio di Amministrazione ei del Consiglio di Gestione
5. libro delle adunanze e delle deliberazioni del Consiglio Sindacale o del Consiglio di Sorveglianza o del Comitato per il controllo sulla gestione
6. libro delle adunanze e delle deliberazioni del Comitato Esecutivo
7. libro delle adunanze e delle deliberazioni delle Assemblee degli Obbligazionisti
8. libro degli strumenti finanziari di partecipazione all'affare cui è stato destinato un patrimonio (Art 2447-bis lett a. , 2447-sexies)
9. libro che documenta l'attività del soggetto incaricato alla revisione contabile (Art. 2409-ter, comma 3 c.c.)

Le società a responsabilità limitata (oltre alle scritture previste dall'art. 2214) devono tenere:
1. libro delle decisioni dei soci, degli amministratori e del collegio sindacale o del revisore (Art. 2478 c.c.)
2. libro delle decisioni degli amministratori
3. libro delle decisioni del Collegio Sindacale o del Revisore, se nominati.

Il piccolo imprenditore invece, anche se svolge attività commerciale, non ha obblighi in materia di scritture contabili.
Le scritture contabili non si cancellano, ma si stornano. In altre parole, deve sempre restare evidenza del movimento iniziale, anche se errato, e della successiva rettifica.
Qualsiasi scrittura contabile avviene secondo la regola della partita doppia.